# Прапор Енергодара
Пра́пор Енергода́ра затверджений рішенням Енергодарської міської ради від 01.06.2005 р.

## Опис
Жовтий колір — символ сонячного світла і тепла, яких так багато в нашому південному місті. Це і колір пісків, на яких побудований Енергодар. Емоційно — це колір радості, гостинності, щедрості. Знак сонця — символ енергії, яку дає Енергодар Україні.
Синя хвиля — знак могутнього Славутича — символу України. Синій колір асоціюється з благополуччям, надійністю, сталістю. Поєднання синього і жовтого — характерний елемент національної символіки.
Розміри 1200×1800 мм.